# Jeu de ficelle

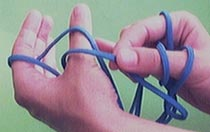
Étape 3 de la figure "Tasse et soucoupe"

Le jeu de ficelle, ou figure de ficelle, est un jeu qui se joue individuellement ou en groupe avec une ou plusieurs ficelles en boucle. Ces ficelles permettent généralement de représenter quelque chose (lieux, objets...).

## Principe

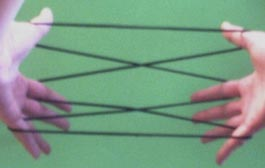
Premier Berceau (ouverture)

Il faut d’abord former la ficelle en boucle. Le plus simple est de nouer simplement les deux extrémités par un nœud de pêcheur, un nœud plat ou un demi-nœud (effectué avec les deux extrémités libres mises en parallèle), ou bien de les assembler en les faisant légèrement fondre (fibres synthétiques).
Pour commencer à jouer, il suffit de placer d’une certaine façon la ficelle en boucle sur une ou deux mains. Il existe plusieurs sortes d’ouvertures, de mouvements et d’extensions.
Il est possible de créer toutes sortes de figures : des animaux, des personnages, des maisons, etc. Il existe également des variantes du jeu à deux joueurs, qui sont des séquences de figures (comme le « berceau du chat »), et aussi des séquences de mouvements présentées sous la forme de tours de ficelle.

## Histoire
Les jeux de ficelle ont une origine ancienne, mais celle-ci demeure inconnue. Elles sont d'ailleurs présentes dans de nombreuses régions du monde et existe sous de nombreuses formes. Malgré la quantité incroyable de figures de ficelles existantes, de nouvelles sont encore inventées de nos jours.

### Recherche
Depuis la fin du XVIIIe siècle, de nombreux chercheurs se sont d'ailleurs penchés sur le sujet. Même si d'autres chercheurs se sont intéressés aux jeux de ficelles, ce sont les deux anthropologues Dr A.C. Haddon et Dr W.H.R. Rivers qui ont été les premiers à faire des recherches intensives sur le sujet, notamment en Papouasie, en 1902. Ils ont pu recueillir les instructions d'un grand nombre de jeux de ficelle et élaborer un vocabulaire de référence pour les décrire.

## Utilités
Comme l'explique Jean-Marie Lhôte, les figures de ficelles sont considérées comme de simples jeux. Cependant, dans d'autres sociétés, notamment celles où les traditions sont plus basées sur l'oral, elles ont d'autres utilités et peuvent être utilisées lors des rituels, être liées à des mythologies indigènes, évoquer certaines règles sociales...